# Червець однорічний
Червець однорічний (Scleranthus annuus) — рід квіткових рослин родини гвоздичні (Caryophyllaceae). Це досить поширений бур'ян, що зростає на полях, перелогах, на городах, на пустирях і віддає перевагу легким ґрунтам. Цвіте з травня до осені.

## Поширення
Рідним ареалом виду є помірна та субтропічна зона Європи, Азії та Північної Африки. Проте червець однорічний інвазійний вид та зараз інтродукований по всьому світі.

## Опис
Дрібні, протерандричні, невиразні, зеленуваті квітки на дуже коротких квітконіжках зібрані у складні плейохазії із дихазіїв та монохазіїв. Чашечка зрослолиста, дзвоникоподібна, при плодах твердіє, з 10 тупими реберцями і 5 гострими, трикутними, по краю перетинчастими незрослими верхівками чашолистків, які спочатку стирчать догори, пізніше відхилені вбік. Стінка чашечки на верхівці трубки з внутрішнього боку сильно потовщена. Пелюстки іноді абортовані. Фертильних тичинок 1–2, рідко по 5, тичинкові нитки короткі, шилоподібні; пиляки дрібні, округлі. У 5–9 редукованих стерильних тичинок пиляки нерозвинені, іноді їх немає. Маточка з яйцеподібною зав'яззю і двома стилодіями.
Насінний зачаток один, великий, що заповнює майже всю порожнину зав'язі. Плід — лізикарпний горішок, занурений у чашечку. Насінина гладенька, лінзоподібна, на довгій насінній ніжці.